# Liste kantonaler Volksabstimmungen des Kantons Basel-Landschaft
Die Liste kantonaler Volksabstimmungen des Kantons Basel-Landschaft zeigt alle kantonale Volksabstimmungen des Kanton Basel-Landschaft von 2002 bis 2019.

## Liste der Abstimmungen

### 2019
| Datum      | Titel der Vorlage | Resultat       |
| ---------- | --- | -------------- |
| 24.11.2019 | Nichtformulierte Volksinitiative «Ergänzungsleistungen für Familien mit geringen Einkommen» vom 23. November 2017 mit Gegenvorschlag des Landrats vom 4. April 2019                                                             | Gegenvorschlag |
| 24.11.2019 | Änderung des Steuergesetzes vom 6. Juni 2019 (Steuervorlage 17, SV17) | Angenommen     |
| 24.11.2019 | Staatsbeitragsgesetz vom 27. Juni 2019 | Angenommen     |
| 24.11.2019 | Gegenvorschlag des Landrats vom 28. Februar 2019 zur (zurückgezogenen) nichtformulierten Volksinitiative «Niveaugetrennter Unterricht in Promotionsfächern» vom 21. November 2013                                               | Angenommen     |
| 24.11.2019 | Änderung des Bildungsgesetzes vom 27. Juni 2019 (Umsetzung der nichtformulierten Volksinitiative «Stopp dem Verheizen von Schüler/-innen: Ausstieg aus dem gescheiterten Passepartout-Fremdsprachenprojekt» vom 28. April 2016) | Angenommen     |
| 24.11.2019 | Ziffer 1 des Landratsbeschlusses vom 31. Januar 2019 zur Anpassung des Kantonalen Richtplans betreffend Oberwil, Ausbau Langmattstrasse                                                                                         | Abgelehnt      |
| 19.05.2019 | Formulierte Gesetzesinitiative «Bildungsressourcen gerecht verteilen und für das Wesentliche einsetzen!» vom 22. Juni 2017 | Abgelehnt      |
| 19.05.2019 | Formulierte Gesetzesinitiative «Stopp dem Abbau an öffentlichen Schulen!» vom 22. Juni 2017 | Abgelehnt      |
| 10.02.2019 | Staatsvertrag vom 6. Februar 2018 zwischen den Kantonen Basel-Stadt und Basel-Landschaft betreffend Planung, Regulation und Aufsicht in der Gesundheitsversorgung                                                               | Angenommen     |
| 10.02.2019 | Staatsvertrag vom 6. Februar 2018 zwischen den Kantonen Basel-Stadt und Basel-Landschaft über die Universitätsspital Nordwest AG                                                                                                | Angenommen     |
| 10.02.2019 | Gesetz vom 13. September 2018 über die Beteiligung an Spitälern (SpiBG) | Angenommen     |
| 10.02.2019 | Gesetz vom 27. September 2018 über die Abgeltung von Planungsmehrwerten | Angenommen     |
| 10.02.2019 | Nichtformulierte Gemeindeinitiative vom 17. März 2016 über den Ausgleich der Sozialhilfekosten (Ausgleichsinitiative) mit Gegenvorschlag des Landrats vom 27. September 2018                                                    | Abgelehnt      |

### 2018
| Datum      | Titel der Vorlage | Resultat   |
| ---------- | --- | ---------- |
| 25.11.2018 | Änderung des Steuergesetzes vom 28. Juni 2018, Gegenvorschlag des Landrats zur zurückgezogenen formulierten Gesetzesinitiative «Für eine faire steuerliche Behandlung der Wohnkosten» («Wohnkosten-Initiative») vom 26. Oktober 2017 | Angenommen |
| 25.11.2018 | Formulierte Gesetzesinitiative «Ja zur Prämienverbilligung» («Prämien-Initiative») vom 22. Juni 2017 | Abgelehnt  |
| 25.11.2018 | Teilrevision des Gerichtsorganisations- und Prozessrechts (Verfassungsänderung betreffend Wahlen Zivilkreisgerichte) | Angenommen |
| 10.06.2018 | Änderung des Bildungsgesetzes (Stufenlehrpläne Volksschule, Gegenvorschlag des Landrats zur zurückgezogenen formulierten Gesetzesinitiative «JA zu Lehrplänen mit klar definierten Stoffinhalten und Themen»)                        | Angenommen |
| 10.06.2018 | Nicht formulierte Initiative «Stopp der Überforderung von Schüler/-innen: Eine Fremdsprache auf der Primarstufe genügt» | Abgelehnt  |
| 10.06.2018 | Änderung des Bildungsgesetzes (Ersatz Bildungsrat durch Beirat Bildung) | Abgelehnt  |
| 10.06.2018 | Änderung des Raumplanungs- und Baugesetzes (Aufhebung der Gebührengrenze) | Angenommen |
| 04.03.2018 | Änderung der Verfassung gemäss Beschluss des Landrats vom 28. September 2017 betreffend Unvereinbarkeit der gleichzeitigen Mitgliedschaft in Regierungsrat Baselland und Bundesversammlung                                           | Angenommen |
| 04.03.2018 | Initiative «Stimmrecht mit 16» vom 8. September 2016 | Abgelehnt  |
| 04.03.2018 | Initiative «Stimmrecht für Niedergelassene» vom 8. September 2016 | Abgelehnt  |
| 04.03.2018 | Initiative «Faire Kompensation der EL-Entlastung» (Fairness-Initiative) vom 3. November 2016 | Angenommen |

### 2017
| Datum      | Titel der Vorlage | Resultat       |
| ---------- | --- | -------------- |
| 26.11.2017 | Änderung des Kantonalbankgesetzes (Gegenvorschlag zur zurückgezogenen formulierten Gesetzesinitiative «Für einen unabhängigen Bankrat»)                                                                                               | Angenommen     |
| 26.11.2017 | Ziffern 2.7 c. und 2.7 d. des Landratsbeschlusses vom 23. März 2017 betreffend Erteilung des 8. Generellen Leistungsauftrags im Bereich des öffentlichen Verkehrs für die Jahre 2018–2021, Finanzprogramm für die Jahre 2020 und 2021 | Abgelehnt      |
| 24.09.2017 | Formulierte Gesetzesinitiative «Für einen effizienten und flexiblen Staatsapparat» vom 3. August 2012 | Abgelehnt      |
| 24.09.2017 | Formulierte Verfassungsinitiative «Für gesunde Staatsfinanzen ohne Steuererhöhung» vom 9. Januar 2014 mit Gegenvorschlag des Landrats vom 1. und 15. Juni 2017 sowie das Finanzhaushaltsgesetz, vom 1. Juni 2017                      | Gegenvorschlag |
| 24.09.2017 | Änderung des Bildungsgesetzes vom 6. April 2017 betreffend Streichung der pauschalen Beiträge zum Besuch von Privatschulen | Angenommen     |
| 24.09.2017 | Landratsbeschluss vom 9. Februar 2017 betreffend Realisierungskredit für die Tramverbindung Margarethenstich | Abgelehnt      |
| 21.05.2017 | Formulierte Gesetzesinitiative «Ja zum Bruderholzspital» vom 19. Oktober 2015 | Abgelehnt      |
| 21.05.2017 | Nicht formulierte Initiative «Ja zu fachlich kompetent ausgebildeten Lehrpersonen» vom 15. Oktober 2014 | Abgelehnt      |
| 21.05.2017 | Änderung der Verfassung des Kantons Basel-Landschaft betreffend Abschaffung der Amtszeitbeschränkung für Mitglieder des Landrats | Abgelehnt      |
| 21.05.2017 | Änderung der Verfassung des Kantons Basel-Landschaft betreffend Aufgabenzuordnung und Zusammenarbeit der Baselbieter Gemeinden | Angenommen     |

### 2016
| Datum      | Titel der Vorlage | Resultat       |
| ---------- | --- | -------------- |
| 27.11.2016 | Volksinitiative vom 16. November 2012 «Für den geordneten Ausstieg aus der Atomenergie (Atomausstiegsinitiative)» | Abgelehnt      |
| 27.11.2016 | formulierte Gesetzesinitiative vom 21. Mai 2015 «zur Verkehrs-Kapazitätssicherung der Rheinstrasse zwischen Pratteln und Liestal mit Gegenvorschlag» | Gegenvorschlag |
| 27.11.2016 | Landratsbeschluss vom 14. April 2016 betreffend Anpassung des Kantonalen Richtplans Basel-Landschaft (KRIP); Anpassung Objektblatt VE 3.1 Deponien und Richtplan-Gesamtkarte (Festlegung neuer Deponiestandorte) | Abgelehnt      |
| 27.11.2016 | Änderung vom 16. Juni 2016 der Verfassung des Kantons Basel-Landschaft betreffend Einführung einer Energieabgabe zur Finanzierung von Fördermassnahmen im Energiebereich | Abgelehnt      |
| 27.11.2016 | Änderung vom 16. Juni 2016 des Energiegesetzes Basel-Landschaft betreffend Einführung einer Energieabgabe zur Finanzierung von Fördermassnahmen im Energiebereich | Abgelehnt      |
| 05.06.2016 | Formulierte Verfassungsinitiative vom 2. März 2012 «Für eine bedarfsgerechte familienergänzende Kinderbetreuung» | Abgelehnt      |
| 05.06.2016 | Änderung vom 24. September 2015 des Bildungsgesetzes (Parlamentarische Initiative vom 30. Januar 2014, «Einführung Lehrplan 21») | Abgelehnt      |
| 05.06.2016 | Änderung vom 24. September 2015 des Bildungsgesetzes (Parlamentarische Initiative vom 8. Mai 2014, «Verzicht auf kostentreibende Sammelfächer») | Angenommen     |
| 05.06.2016 | Änderung vom 3. Dezember 2015 des Gesetzes über die Organisation der Gerichte (Gerichtsorganisationsgesetz) | Angenommen     |
| 05.06.2016 | Landratsbeschluss vom 3. Dezember 2015 betreffend Universität Basel; Umsetzung der Pensionskassengesetz (PKG)-Reform beim Vorsorgewerk der Universität Basel in der Pensionskasse des Kantons Basel-Stadt; Sicherung der Umsetzung der Strategie der Universität; Zusatzfinanzierung 2017 bis 2021; partnerschaftliches Geschäft | Angenommen     |
| 05.06.2016 | Änderung vom 28. Januar 2016 des Bildungsgesetzes aufgrund der nichtformulierten Volksinitiative «Bildungsqualität auch für schulisch Schwächere». | Angenommen     |

### 2015
| Datum      | Titel der Vorlage | Resultat       |
| ---------- | --- | -------------- |
| 08.11.2015 | die formulierte Gesetzesinitiative vom 2. Februar 2012 “Für eine unbürokratische bezahlbare familienergänzende Kinderbetreuung im Frühbereich” und das Gesetz vom 21. Mai 2015 über die familienergänzende Kinderbetreuung (FEB-Gesetz, Gegenvorschlag) | Gegenvorschlag |
| 08.11.2015 | die formulierte Gesetzesinitiative vom 2. Mai 2014 “Für einen wirksamen Arbeitnehmerschutz und faire Wettbewerbsbedingungen für KMU im öffentlichen Beschaffungswesen”                                                                                  | Angenommen     |
| 08.11.2015 | ELBA, Entwicklungsplanung Leimental – Birseck – Allschwil; Stossrichtungsentscheid und Planungs- und Projektierungskredit vom 4. Juni 2015 | Abgelehnt      |
| 14.06.2015 | Formulierte Verfassungsinitiative vom 9. August 2012 «Für eine wirkungsvolle Kooperation in der Region (Regio-Kooperationsinitiative)» | Angenommen     |
| 14.06.2015 | Änderung vom 5. März 2015 des Gesetzes über die politischen Rechte | Angenommen     |
| 08.03.2015 | Änderung vom 18. September 2014 des Raumplanungs- und Baugesetzes; Befristung der Aushangdauer von Wahl- und Abstimmungsplakaten | Angenommen     |
| 08.03.2015 | Formulierte Gesetzesinitiative vom 19. Februar 2009 „Für eine Umfahrungsstrasse Allschwil“ | Angenommen     |
| 08.03.2015 | Änderung vom 23. Oktober 2014 des Gemeindegesetzes zur nichtformulierten Gesetzesinitiative „Vo Schönebuech bis suuber“ | Angenommen     |
| 08.03.2015 | Formulierte Gesetzesinitiative vom 26. April 2012 „Strassen teilen – Ja zum sicheren und hindernisfreien Fuss-, Velo, und öffentlichen Verkehr (Strasseninitiative Basel-Landschaft)“                                                                   | Abgelehnt      |

### 2014
| Datum      | Titel der Vorlage | Resultat   |
| ---------- | --- | ---------- |
| 28.09.2014 | Änderung vom 10. April 2014 des Gesetzes über Ergänzungsleistungen zur AHV und IV; Anpassung Ergänzungsleistungen zur AHV und IV (Vermögensverzehr)                    | Abgelehnt  |
| 28.09.2014 | Änderung vom 10. April 2014 der Kantonsverfassung (§ 68 betreffend Konstituierung Landratspräsidium)                                                                   | Angenommen |
| 28.09.2014 | Teilrevision vom 10. April 2014 des Landratsgesetzes (Parlamentsreform sowie Regelung der Steuerung und Kontrolle der Beteiligungen des Kantons)                       | Angenommen |
| 28.09.2014 | Änderung vom 12. Juni 2014 der Kantonsverfassung (Gegenvorschlag zur formulierten Verfassungsinitiative «Für die Fusion der Kantone Basel-Stadt und Basel-Landschaft») | Abgelehnt  |
| 18.05.2014 | Änderung des Gesetzes vom 20. Februar 2014 über die berufliche Vorsorge durch die Basellandschaftliche Pensionskasse (Pensionskassengesetz)                            | Angenommen |
| 18.05.2014 | Änderung der Kantonsverfassung vom 13. Februar 2014 "Einführung einer Gewerbeparkkarte"                                                                                | Angenommen |
| 09.02.2014 | Formulierte Verfassungsinitiative vom 10. August 2012 "Förderung des selbstgenutzten Wohneigentums und des gemeinnützigen Wohnungsbaus"                                | Angenommen |

### 2013
| Datum      | Titel der Vorlage | Resultat   |
| ---------- | --- | ---------- |
| 22.09.2013 | Gesetz vom 16. Mai 2013 über die Durchführung der beruflichen Vorsorge durch die Basellandschaftliche Pensionskasse (BLPK-Reform)                              | Angenommen |
| 09.06.2013 | Formulierte Verfassungsinitiative vom 9. Juni 2011 "Transparenz-Initiative – Stoppt die undurchsichtige Politik"                                               | Abgelehnt  |
| 09.06.2013 | Landratsbeschluss vom 29. November 2012 "Neubau des Sammlungszentrum Augusta Raurica, Projektierungskreditvorlage"                                             | Angenommen |
| 09.06.2013 | Beitritt zur Interkantonalen Vereinbarung zur Harmonisierung von Ausbildungsbeiträgen (Stipendien-Konkordat)                                                   | Angenommen |
| 09.06.2013 | Änderung vom 28. Februar 2013 des "Gesetzes über Ausbildungsbeiträge"                                                                                          | Angenommen |
| 03.03.2013 | Änderung vom 29. November 2012 der Kantonsverfassung (Erhebung Gasttaxe)                                                                                       | Angenommen |
| 03.03.2013 | Nichtformulierte Volksinitiative vom 22. Juni 2012 "Ja zu Wildenstein und Schloss Bottmingen" und den Gegenvorschlag des Regierungsrates vom 13. Dezember 2012 | Angenommen |

### 2012
| Datum      | Titel der Vorlage | Resultat   |
| ---------- | --- | ---------- |
| 25.11.2012 | Formulierte Gesetzesinitiative vom 15. Dezember 2011 Ja zur guten Schule Baselland: überfüllte Klassen reduzieren und den Gegenvorschlag des Regierungsrates vom 20. September 2012 | Abgelehnt  |
| 25.11.2012 | Nichtformulierte Volksinitiative vom 15. Dezember 2011 Ja zur guten Schule Baselland: Betreuung der Schüler/-innen optimieren                                                       | Abgelehnt  |
| 25.11.2012 | Nichtformulierte Volksinitiative vom 30. Juni 2011 Keine Zwangsverschiebungen an Baselbieter Sekundarschulen.                                                                       | Abgelehnt  |
| 23.09.2012 | Formulierte Gesetzesinitiative vom 17. März 2011 «Schluss mit den Steuerprivilegien» und den Gegenvorschlag des Regierungsrates                                                     | Angenommen |
| 17.06.2012 | Gesetz vom 22. März 2012 über die Entlastung des Finanzhaushalts bis 2014 (Entlastungsrahmengesetz)                                                                                 | Abgelehnt  |
| 17.06.2012 | Änderung der Kantonsverfassung vom 22. März 2012 über die Organisation der Gerichte (Gerichtsorganisation)                                                                          | Angenommen |
| 17.06.2012 | Änderung der Kantonsverfassung vom 22. März 2012 über den Verzicht des Amtsnotariats                                                                                                | Angenommen |
| 17.06.2012 | Gesetz vom 22. März 2012 über den Verzicht auf die Führung des Amtsnotariats und über die Reorganisation der Behörden im Zivilrecht                                                 | Angenommen |
| 11.03.2012 | Revision des Spitalgesetzes vom 17. November 2011; Verselbständigung der Spitäler und der Kantonalen Psychiatrischen Dienste als öffentlich-rechtliche Anstalten                    | Angenommen |
| 11.03.2012 | Gesetz vom 15. Dezember 2011 über die familienergänzende Kinderbetreuung im Frühbereich                                                                                             | Abgelehnt  |

### 2011
| Datum      | Titel der Vorlage | Resultat   |
| ---------- | --- | ---------- |
| 27.11.2011 | Änderung vom 8. Dezember 2010 des Bildungsgesetzes (Neuordnung der Zuständigkeiten für die Beschlussfassung und Genehmigung von Stundentafeln und Lehrplänen) | Abgelehnt  |
| 27.11.2011 | Änderung vom 27. Januar 2011 der Kantonsverfassung (§ 133a Einfaches, leicht verständliches und nachvollziehbares Steuergesetz)                               | Angenommen |
| 27.11.2011 | Änderung vom 10. Februar 2011 der Kantonsverfassung (§ 55 Öffentlichkeit von Verhandlungen und § 56 Information) und Datenschutzgesetz                        | Angenommen |
| 27.11.2011 | Änderung vom 22. September 2011 der Kantonsverfassung (§ 46 betreffend Gemeindefusionen)                                                                      | Angenommen |
| 13.02.2011 | Landratsbeschluss vom 23. September 2010: Subvention der Theatergenossenschaft (Theater Basel) für die Spielzeiten 2011/12–2014/15                            | Abgelehnt  |

### 2010
| Datum      | Titel der Vorlage | Resultat   |
| ---------- | --- | ---------- |
| 28.11.2010 | Landratsbeschluss vom 23. September 2010 zum Wechsel der richterlichen Überprüfungsbehörde betreffend Polizeigewahrsam für GewalttäterInnen von Sportveranstaltungen: Anpassung Polizeigesetz und Gerichtsorganisationsgesetz sowie Verfassung | Angenommen |
| 26.09.2010 | nichtformulierte Volksinitiative vom 6. Februar 2007 «Weg vom Öl – hin zu erneuerbaren Energien» (Energieinitiative) und die Änderung vom 20. Mai 2010 des Energiegesetzes (als formulierter Gegenvorschlag des Landrates)                     | Angenommen |
| 26.09.2010 | Genehmigung des Beitritts des Kantons Basel-Landschaft zur interkantonalen Vereinbarung über die Zusammenarbeit im Bereich der Sonderpädagogik (Konkordat Sonderpädagogik)                                                                     | Angenommen |
| 26.09.2010 | Änderung vom 17. Juni 2010 des Bildungsgesetzes (aufgrund der Genehmigung des Konkordates Sonderpädagogik) | Angenommen |
| 26.09.2010 | Genehmigung des Beitritts des Kantons Basel-Landschaft zur interkantonalen Vereinbarung über die Harmonisierung der obligatorischen Schule (HarmoS-Konkordat)                                                                                  | Angenommen |
| 26.09.2010 | Änderung vom 17. Juni 2010 des Bildungsgesetzes (aufgrund der Genehmigung des HarmoS-Konkordates) | Angenommen |
| 26.09.2010 | Änderung vom 17. Juni 2010 des Bildungsgesetzes (aufgrund der Harmonisierung im Bildungsraum Nordwestschweiz) | Angenommen |
| 13.06.2010 | Nichtformulierte Volksinitiative vom 27. Februar 2008 «Verantwortliche Basler Chemie- und Pharmafirmen müssen Trinkwasseruntersuchung und -aufbereitung bezahlen»                                                                              | Abgelehnt  |
| 13.06.2010 | Nichtformulierte Volksinitiative vom 27. Februar 2008 «Totalsanierung der Chemiemülldeponien in Muttenz» und der nichtformulierte Gegenvorschlag des Landrates vom 15. April 2010                                                              |            |
| 07.03.2010 | Teilrevision vom 9. Dezember 2009 des Gastgewerbegesetzes / Verbesserung des Jugendschutzes in Bezug auf die Abgabe von alkoholischen Getränken                                                                                                | Angenommen |

### 2009
| Datum      | Titel der Vorlage | Resultat   |
| ---------- | --- | ---------- |
| 29.11.2009 | Beitritt des Kantons Basel-Landschaft zum Konkordat über Massnahmen gegen Gewalt anlässlich von Sportveranstaltungen                                              | Angenommen |
| 29.11.2009 | Anpassung des Polizeigesetzes | Angenommen |
| 27.09.2009 | Änderung vom 7. Mai 2009 des Erbschafts- und Schenkungssteuergesetzes; Neue Steuerklassen, Steuersätze und Freibeträge                                            | Angenommen |
| 27.09.2009 | Änderung vom 25. Juni 2009 des Gesetzes über die Staats- und Gemeindesteuern vom 7. Februar 1974; Anpassung an Bundesrecht betreffend Unternehmenssteuerreform II | Angenommen |
| 17.05.2009 | das Einführungsgesetz vom 12. März 2009 zur Schweizerischen Strafprozessordnung (EG StPO)                                                                         | Angenommen |
| 17.05.2009 | die Änderung vom 12. März 2009 der Kantonsverfassung (Umsetzung der Schweizerischen Strafprozessordnung)                                                          | Angenommen |
| 17.05.2009 | die formulierte Gesetzesinitiative «Schutz vor Passivrauchen» vom 13. Dezember 2007                                                                               | Angenommen |
| 08.02.2009 | keine kantonalen Abstimmungen |            |

### 2008
| Datum      | Titel der Vorlage | Resultat   |
| ---------- | --- | ---------- |
| 30.11.2008 | die formulierte Verfassungsinitiative vom 11. Januar 2007 «Ja, Bildungsvielfalt für alle» und die Änderung vom 11. September 2008 des Bildungsgesetzes (Gegenvorschlag [GV])   |            |
| 28.09.2008 | Landratsbeschluss vom 10. Januar 2008 betreffend Finanzierungsbeiträge des Kantons Basel-Landschaft zu Gunsten des Projektes «Messezentrum Basel 2012» (Referendumsabstimmung) | Angenommen |
| 28.09.2008 | Formulierte Gesetzesinitiative vom 1. März 2007 für einen leistungsstarken Öffentlichen Verkehr («ÖV Initiative»)                                                              | Abgelehnt  |
| 01.06.2008 | Teilrevision vom 24. Januar 2008 des Gesetzes über die Verfassungs- und Verwaltungsprozessordnung (Verwaltungsprozessordnung, VPO)                                             | Angenommen |
| 01.06.2008 | Formulierte Gesetzesinitiative vom 15. Januar 2007 für die Abschaffung der Fachstelle für Gleichstellung von Mann und Frau                                                     | Abgelehnt  |
| 24.02.2008 | Änderung vom 19. April 2007 des Finanzhaushaltsgesetzes (Defizitbremse) | Angenommen |

### 2007
| Datum      | Titel der Vorlage | Resultat   |
| ---------- | --- | ---------- |
| 25.11.2007 | Änderung vom 21. Juni 2007 des Gesetzes über das Halten von Hunden | Angenommen |
| 25.11.2007 | Änderung vom 21. Juni 2007 des Gesetzes über die Staats- und Gemeindesteuern (Unternehmenssteuerreform) | Angenommen |
| 17.06.2007 | Staatsvertrag über die Zusammenlegung der Rheinhäfen von Basel-Stadt und Basel-Landschaft | Angenommen |
| 11.03.2007 | Landratsbeschluss vom 13. Dezember 2006 (2006-179): Genehmigung des Vertrages vom 27. Juni 2006 zwischen den Kantonen Basel-Stadt und Basel-Landschaft über die gemeinsame Trägerschaft der Universität Basel | Angenommen |
| 11.03.2007 | Änderung vom 2. November 2006 (2006-163): Kantonsverfassung (§ 52 Verwandtenausschluss) | Angenommen |

### 2006
| Datum      | Titel der Vorlage | Resultat   |
| ---------- | --- | ---------- |
| 26.11.2006 | Nichtformulierte Volksinitiative «für eine Schule mit Qualität (Qualitätsinitiative)» vom 17. April 2002                                      | Abgelehnt  |
| 24.09.2006 | Landratsbeschluss vom 16. Februar 2006 betreffend Kantonales Laboratorium in Liestal, Umwidmung und Ersatzbeschaffung (Referendumsabstimmung) | Angenommen |
| 24.09.2006 | Gesetz vom 18. Mai 2006 über den unverzüglichen Bau der H2 zwischen Pratteln – Liestal                                                        | Angenommen |
| 24.09.2006 | Kantonales Alkohol- und Tabakgesetz vom 22. Juni 2006                                                                                         | Angenommen |
| 21.05.2006 | keine kantonalen Abstimmungen |            |

### 2005
| Datum      | Titel der Vorlage | Resultat   |
| ---------- | --- | ---------- |
| 27.11.2005 | keine kantonalen Abstimmungen | Angenommen |
| 25.09.2005 | Gesetz über den Anbau und die Abgabe von Hanf und Hanfprodukten vom 12. Mai 2005 | Angenommen |
| 25.09.2005 | Familienzulagengesetz vom 9. Juni 2005 (Variantenabstimmung mit 2 Varianten zu § 8) |            |
| 25.09.2005 | Nichtformulierte Volksinitiative vom 19. Dezember 2002 «Höhere Kinderzulagen für alle» | Abgelehnt  |
| 25.09.2005 | Änderung vom 23. Juni 2005 des Finanzhaushaltsgesetzes (§ 41 Absatz 5; Vergütung der Finanzaufsicht bei ausgegliederten Institutionen)                                                                        | Angenommen |
| 25.09.2005 | Änderung vom 23. Juni 2005 des Finanzhaushaltsgesetzes (§ 30a; Globalbudget für die Spitäler) | Angenommen |
| 25.09.2005 | Änderung vom 23. Juni 2005 des Landwirtschaftsgesetzes (§ 2 Absatz 2; Aufhebung der Betriebsleiterausbildung und § 24; Aufhebung Fachkommission Nutztierhaltung)                                              | Angenommen |
| 25.09.2005 | Änderung vom 23. Juni 2005 des Gesetzes über den Gewässerschutz (§ 12 Absätze 1 und 2; Überwälzung des Vollzugsaufwandes im Abwasserbereich auf die Verursacherinnen und Verursacher)                         | Angenommen |
| 25.09.2005 | Änderung vom 23. Juni 2005 des Bildungsgesetzes (Aufteilung der Lehrmittelkosten / Aufteilung der Kosten schulpsychologischer Leistungen / Gesamtvolumen der erteilten Lektionen / Beiträge an Privatschulen) | Abgelehnt  |
| 05.06.2005 | Formulierte Verfassungsinitiative zur Reduktion der Regelungsdichte und zum Abbau der administrativen Belastung von kleineren und mittleren Unternehmen (KMU) (KMU-Förderungsinitiative)                      | Angenommen |
| 05.06.2005 | Formulierte Gesetzesinitiative zur Reduktion der Regelungsdichte und zum Abbau der administrativen Belastung von kleineren und mittleren Unternehmen (KMU) (KMU-Entlastungsinitiative)                        | Angenommen |

### 2004
| Datum      | Titel der Vorlage                                                                                 | Resultat   |
| ---------- | ------------------------------------------------------------------------------------------------- | ---------- |
| 28.11.2004 | keine kantonalen Abstimmungen                                                                     |            |
| 26.09.2004 | Subventionierung des Orchesters basel sinfonietta für die Jahre 2004–2006 (Referendumsabstimmung) | Abgelehnt  |
| 26.09.2004 | Änderung des Verwaltungsverfahrensgesetzes                                                        | Angenommen |
| 16.05.2004 | Formulierte Verfassungsinitiative für eine faire Partnerschaft                                    | Abgelehnt  |
| 16.05.2004 | Nicht formulierte Sicherheitsinitiative                                                           | Abgelehnt  |
| 16.05.2004 | Nicht formulierte Spitalinitiative                                                                | Abgelehnt  |
| 08.02.2004 | keine kantonalen Abstimmungen                                                                     |            |

### 2003
| Datum      | Titel der Vorlage | Resultat   |
| ---------- | --- | ---------- |
| 30.11.2003 | Gastgewerbegesetz vom 5. Juni 2003 | Angenommen |
| 30.11.2003 | Vertrag vom 5. Juni 2003 zwischen den Kantonen Basel-Landschaft und Basel-Stadt über die Hochschule für Pädagogik und Soziale Arbeit beider Basel (HPSA-BB)                                             | Angenommen |
| 30.11.2003 | Änderung vom 5. Juni 2003 des Kirchengesetzes | Angenommen |
| 30.11.2003 | Gesetz vom 5. Juni 2003 über den Gewässerschutz | Angenommen |
| 30.11.2003 | Gesetz vom 19. Juni 2003 über die Förderung des Tourismus (Tourismusgesetz) | Angenommen |
| 30.11.2003 | Formulierte Gesetzesinitiative vom 7. Mai 1998 «für eine kostengerechte Vergütung von Solarstrom (Baselbieter Solarinitiative)» und die Änderung vom 19. Juni 2003 des Energiegesetzes (Gegenvorschlag) |            |
| 19.10.2003 | Einführung einer Grundgebühr in der kommunalen Abfallfinanzierung (Änderung des Umweltschutzgesetzes BL)                                                                                                | Angenommen |
| 19.10.2003 | Wohneigentumsförderungs-Initiative | Angenommen |
| 19.10.2003 | Wohnkosten-Gleichbehandlungs-Initiative | Angenommen |
| 19.10.2003 | Änderung des Gesetzes betreffend die Strafprozessordnung | Angenommen |
| 18.05.2003 | Initiative Belchentunnel | Angenommen |
| 18.05.2003 | «Anti-Stau-Initiative» | Angenommen |
| 09.02.2003 | keine kantonalen Abstimmungen |            |

### 2002
| Datum      | Titel der Vorlage                                      | Resultat   |
| ---------- | ------------------------------------------------------ | ---------- |
| 24.11.2002 | Steuergesetzrevision 2002                              | Abgelehnt  |
| 22.09.2002 | Bildungsgesetz                                         | Angenommen |
| 02.06.2002 | keine kantonalen Abstimmungen                          |            |
| 03.03.2002 | Initiative «Für eine vernünftige Einbürgerungspolitik» | Abgelehnt  |